# 奧地利總統列表
這是自1919年該職位設立以來的奧地利總統列表。

## 历任奥地利总统（1918年－至今）
| 德意志-奧地利共和國 联邦总统（1919年）       | 德意志-奧地利共和國 联邦总统（1919年）                                                  | 德意志-奧地利共和國 联邦总统（1919年） | 德意志-奧地利共和國 联邦总统（1919年） | 德意志-奧地利共和國 联邦总统（1919年） | 德意志-奧地利共和國 联邦总统（1919年） |
| №                                            | 姓名 （生－卒）                                                                         | 肖像                                   | 任期                                   | 任期                                   | 政党                                   |
| -------------------------------------------- | --------------------------------------------------------------------------------------- | -------------------------------------- | -------------------------------------- | -------------------------------------- | -------------------------------------- |
| 1                                            | 卡尔·塞茨（1869－1950）                                                                 |                                        | 1919年3月5日                           | 1919年10月21日                         | 社会民主党                             |
| 第一共和国 联邦总统 (1919－1934）            |                                                                                         |                                        |                                        |                                        |                                        |
| №                                            | 姓名 （生－卒）                                                                         | 肖像                                   | 任期                                   | 任期                                   | 政党                                   |
| （1）                                        | 卡尔·塞茨（1869－1950）                                                                 |                                        | 1919年10月21日                         | 1920年12月9日                          | 社会民主党                             |
| 2                                            | 迈克尔·海尼施（1858－1940）                                                             |                                        | 1920年12月9日                          | 1928年12月10日                         | 无党籍                                 |
| 3                                            | 威廉·米克拉斯（1872－1956）                                                             |                                        | 1928年12月10日                         | 1933年3月4日                           | 基督教社会党                           |
| （3）                                        | 威廉·米克拉斯（1872－1956）                                                             | 1933年3月4日                           | 1934年5月1日                           | 祖国阵线                               |                                        |
| 奥地利联邦总统（1934年－1938年）             |                                                                                         |                                        |                                        |                                        |                                        |
| №                                            | 姓名 （生－卒）                                                                         | 肖像                                   | 任期                                   | 任期                                   | 政党                                   |
| （3）                                        | 威廉·米克拉斯（1872－1956）                                                             |                                        | 1934年5月1日                           | 1938年3月13日                          | 祖国阵线                               |
| —                                            | 阿圖爾·賽斯-英夸特                                                                      |                                        | 1938年3月13日                          | 1938年3月13日                          | 国家社会主义德意志工人党               |
| 1938年奥地利被纳粹德国吞并，1945年恢复独立。 |                                                                                         |                                        |                                        |                                        |                                        |
| 第二共和国 联邦总统（1945年－）              |                                                                                         |                                        |                                        |                                        |                                        |
| №                                            | 姓名 （生－卒）                                                                         | 肖像                                   | 任期                                   | 任期                                   | 政党                                   |
| 4                                            | 卡尔·伦纳（1870－1950）                                                                 |                                        | 1945年4月29日                          | 1950年12月31日                         | 社会党                                 |
| —                                            | 利奥波德·菲格尔（1902－1965）                                                           |                                        | 1950年12月31日                         | 1951年6月21日                          | 人民党                                 |
| 5                                            | 特奥多尔·克尔纳（1873－1957）                                                           |                                        | 1951年6月21日                          | 1957年1月4日                           | 社会党                                 |
| —                                            | 尤利烏斯·拉布（1891－1964）                                                             |                                        | 1957年1月4日                           | 1957年1月22日                          | 人民党                                 |
| 6                                            | 阿道夫·谢尔夫（1890－1965）                                                             |                                        | 1957年5月22日                          | 1965年2月28日                          | 社会党                                 |
| 7                                            | 弗朗茨·约纳斯（1899－1974）                                                             |                                        | 1965年6月9日                           | 1974年4月24日                          | 社会党                                 |
| —                                            | 布鲁诺·克赖斯基（1911－1990）                                                           |                                        | 1974年4月24日                          | 1974年7月8日                           | 社会党                                 |
| 8                                            | 鲁道夫·基希施莱格（1915－2000）                                                         |                                        | 1974年7月8日                           | 1986年7月8日                           | 无党籍                                 |
| 9                                            | 库尔特·瓦尔德海姆（1918－2007）                                                         |                                        | 1986年7月8日                           | 1992年7月8日                           | 人民党                                 |
| 10                                           | 托马斯·克莱斯蒂尔（1932－2004）                                                         |                                        | 1992年7月8日                           | 2004年7月6日                           | 人民党（ÖVP）                          |
| —                                            | 安德烈亚斯·科尔（Andreas Khol） （1941－） 聯合代理總統，為 奧地利國民議會議長          |                                        | 2004年7月6日                           | 2004年7月8日                           | 人民党                                 |
| —                                            | 巴巴拉·普拉默（Barbara Prammer） （1954－2014） 聯合代理總統，為 奧地利國民議會第二議長 |                                        | 2004年7月6日                           | 2004年7月8日                           | 社会民主党                             |
| —                                            | 托马斯·普林佐恩（Thomas Prinzhorn） （1943－） 聯合代理總統，為 奧地利國民議會第三議長  |                                        | 2004年7月6日                           | 2004年7月8日                           | 自由党                                 |
| 11                                           | 海因茨·菲舍尔（1938－）                                                                 |                                        | 2004年7月8日                           | 2016年7月8日                           | 社会民主党                             |
| —                                            | 多麗絲·布雷斯（1962－） 聯合代理總統，為 奧地利國民議會議長                             |                                        | 2016年7月8日                           | 2017年1月26日                          | 社会民主党                             |
| —                                            | 卡尔海因茨·科普夫（1957－） 聯合代理總統，為 奧地利國民議會第二議長                     |                                        | 2016年7月8日                           | 2017年1月26日                          | 人民党                                 |
| —                                            | 諾伯特·霍費爾（1971－） 聯合代理總統，為 奧地利國民議會第三議長                         |                                        | 2016年7月8日                           | 2017年1月26日                          | 自由党                                 |
| 12                                           | 亞歷山大·范德貝倫（1944－）                                                             |                                        | 2017年1月26日                          | 現任                                   | 绿党－绿色替代（以無黨籍名義當選）     |

## 脚注和参考
1. ↑  代理联邦总统签署德奥合并法案。
2. ↑  1974年由社会党支持当选。
3. ↑  1998年克莱斯蒂尔由社会民主党、人民党和奥地利自由党三党支持当选。